# Quốc kỳ Guiné-Bissau
Quốc kỳ Guiné-Bissau (tiếng Bồ Đào Nha: Bandeira da Guiné-Bissau) được phê chuẩn vào năm 1973 khi nước này tuyên bố độc lập khỏi Bồ Đào Nha.

## Lịch sử

Guiné thuộc Bồ Đào Nha